# Бибб, Эрик
Эрик Бибб (англ. Eric Bibb; род. 16 августа 1951, Нью-Йорк, США)  — американский блюзовый певец, гитарист, автор песен. Трёхкратный номинант премии Грэмми (1998, 2018, 2024) . Лауреат Blues Music Awards в номинациях «Альбом акустического блюза» (2017, 2022), «Исполнитель акустического блюза» (2012, 2013), номинант Blues Music Awards в номинациях «Альбом акустического блюза» (2000, 2001, 2004, 2006, 2011—2013, 2015, 2016, 2019), «Исполнитель акустического блюза» (2002, 2004—2006, 2008, 2011, 2015—2017, 2020, 2022, 2025), «Песня года» (2002) .

## Биография
Эрик Бибб родился в Нью-Йорке 16 августа 1951 года. Его отец, Леон Бибб был певцом музыкального театра, и был достаточно популярен как часть фолк-сцены Нью-Йорка 1960-х годов; его дядей был Джон Льюис, джазовый пианист и композитор, руководитель Modern Jazz Quartet. Среди друзей семьи был Пит Сигер, а Поль Робсон был крёстным отцом Эрика Бибба. В семь лет Эрик получил в подарок первую акустическую гитару со стальными струнами, которую начал осваивать под руководством и с советами многих талантливых музыкантов, в число которых входил Боб Дилан. В раннем подростковом возрасте Эрик Бибб учился в Высшей школе музыки и искусств в Нью-Йорке, где освоил игру на классической гитаре, фортепиано, контрабасе, а также вокал . 
В 16-летнем возрасте Эрик Бибб овладел гитарой в достаточной мере, чтобы отец пригласил его играть на гитаре в домашней группе для своего телевизионного талант-шоу Someone New. В 18-летнем возрасте Эрик Бибб играл на гитаре в Negro Ensemble Company в клубе St. Mark's Place в Нью-Йорке, совмещая музыкальную карьеру с учёбой в Колумбийском университете, где он изучал психологию и русский язык. В 1970 году оставил учёбу и переехал в Париж, где познакомился с Мики Бейкером, который сосредоточил его интерес на блюзовой гитаре.  
Вскоре Бибб переехал в Стокгольм, где он c головой погрузился в архаичный довоенный блюз, и стал частью только что возникшей европейской блюзовой музыкальной сцены. В 1972 году он выпустил первый альбом Ain't It Grand на шведском лейбле MNW. Следующий альбом Rainbow People был выпущен лишь в 1977 году также на шведском лейбле Opus 3 (с которым музыкант сотрудничал в дальнейшем долгое время). Затем музыкант в течение 1980-х и первой половины 1990-х выпустил много альбомов, в основном в сотрудничестве с гитаристом Бертом Дейвертом или певицей Синди Петерс. В 1977 году Бибб подписал контракт с британским лейблом Code Blue, но выпустил на нём только один альбом Me to You , в записи которого приняли участие некоторые из его личных кумиров: Попс Стейплз, Мейвис Стейплз и Тадж Махал. Затем последовали туры по Великобритании, США, Канаде, Франции, Швеции и Германии. 
В 1997 году вместе с Тадж Махалом и Линдой Тиллери записал детский альбом Shakin A Tailfeather. Выпущенный лейблом Music For Little People альбом в 1998 году претендовал на Грэмми в номинации «Лучщий музыкальный альбом для детей» 
В конце 1990-х годов Бибб вместе со своим тогдашним менеджером Аланом Робинсоном, основал Manhaton Records в Великобритании, которая в том числе начала выпускать альбомы Бибба. В 1999 году лейбл EarthBeat! переиздал в США альбом 1994 года Эрика Бибба и группы Needed Time Spirit & The Blues, и Бибб начал приобретать популярность и в США. Этот альбом в 2000 году был номинирован на Blues Music Awards в номинации «Альбом акустического блюза». С начала 2000-х и вплоть по нынешнее время Эрик Бибб стал одним из наиболее влиятельных авторов и исполнителей акустического блюза, как в Европе, где он постоянно живёт, так и в США. Практически каждый год Эрик Бибб является номинантом Blues Music Awards в номинациях «Альбом акустического блюза» и (или) «Исполнитель акустического блюза», и четырежды стал лауреатом в этих номинациях. 
В 2002 году записал совместный с отцом альбом A Family Affair, в 2004 — совместный с Рори Блок, & Марией Малдор альбом Sisters & Brothers и дебютный на Telarc Records альбом Friends, записанный с участием таких музыкантов, как Одетта Холмс, Тадж Махал, Чарли Масселуайт, Гай Дэвис и малийских музыкантов. Активно гастролирует по всему миру и регулярно выпускает альбомы. Альбомы 2017 года Migration Blues и 2023 года Ridin' были номинированы на Грэмми в номинации «Лучший альбом традиционного блюза». 
Эрик Бибб играет на множестве разнообразных гитар, среди которых баритон, контрабас, слайд, 6-, 7- и 12-струнные, Resonator, National Steel и многие другие, а также на банджо и скрипке, и очень редко на электрогитаре.
Прожил довольно много лет в Англии, затем во Франции, в Финляндии, на настоящий момент в течение долгого времени живёт в Стокгольме .    
«Эрик Бибб больше, чем трубадур блюза — он рассказчик и философ. Его наследие не только в нотах, которые он играет, или сценах, которые он украшает, но и в вопросах, которые он задает, и надежде, которую он вселяет» .  
«Когда его спросили, как бы он мог описать свою музыку (удивительно широкую комбинацию соула, блюза, фолка, госпела и всемирной музыки) новому слушателю, он сказал нам: „…Я думаю, что вы можете сказать о моей музыке, что на меня, безусловно, сильно повлияла вся народная музыка, которую я когда-либо слышал, и это включает в себя не только музыку афроамериканских и американских традиций, но мы говорим о том, что народная музыка была большой частью моего музыкального рациона с самого детства. Джаз, безусловно, был его частью, не говоря уже о блюзе и госпеле, которые на самом деле также являются американской народной музыкой“» . 
Также в своём интервью Бибб сказал: «Я никогда не считал себя исключительно блюзовым музыкантом, потому что, хотя как блюз, так и поп-музыка, госпел, старые духовные песни, рабочие песни, Вуди Гатри оказали на меня большое влияние, но также и все эти вещи из моих фолк-дней 60-х, карибская музыка, а в более поздние годы я исследовал музыку из Западной Африки и сотрудничал с несколькими музыкантами, которых я просто обожал, исполнителями на коре и т. п. Все это в миксе» .

## Дискография

### Студийные сольные альбомы
- Ain't It Grand (MNW, 1972)
- Rainbow People (Opus 3, 1977)
- Golden Apples of the Sun (Opus 3, 1983)
- Me to You (Code Blue, 1997)
- Home to Me (Manhaton, 1999)
- Roadworks (Manhaton, 2000)
- Just Like Love (Opus 3, 2000)
- Painting Signs (Manhaton/EarthBeat!, 2001)
- Natural Light (Manhaton, 2003)
- A Ship Called Love (Telarc, 2005)
- Diamond Days (Telarc, 2006)
- 12 Gates to the City (Luna, 2006)
- Get On Board (2008)
- Spirit I Am (2008)
- Booker's Guitar (Telarc, 2010)
- Blues Ballads & Work Songs (Opus 3, 2011)
- Deeper in the Well (Stony Plain, 2012)
- Jericho Road (Stony Plain, 2013)
- The Haven (Luna, 2011)
- Blues People (Stony Plain, 2014)
- Migration Blues (2017)
- Global Griot (2018)
- Dear America (Provogue, 2021)
- Ridin' (Repute, 2023)
- In The Real World (Stony Plain, 2024)

### Альбомы в коллаборации
- Cyndee Peters & Eric Bibb: Olikalikadant (Caprice, 1978)
- Eric Bibb & Bert Deivert: April Fools (Opus 3, 1979)
- Eric Bibb & Bert Deivert: River Road (Opus 3, 1980)
- Eric Bibb & Friends: Songs for Peace (Opus 3, 1982)
- Eric Bibb & Bert Deivert: Hello Stranger (Opus 3, 1983)
- Cyndee Peters & Eric Bibb: A Collection Of Cyndee Peters & Eric Bibb (Opus 3, 1991)
- Eric Bibb & Needed Time: Spirit & The Blues (Opus 3, 1994)
- Eric Bibb & Needed Time: Good Stuff (Opus 3, 1997)
- Leon & Eric Bibb: A Family Affair (Manhaton, 2002)
- Eric Bibb, Rory Block, & Maria Muldaur: Sisters & Brothers (Telarc, 2004)
- Eric Bibb & Friends: Friends (Telarc, 2004)
- Leon & Eric Bibb: Praising Peace: A Tribute to Paul Robeson (Stony Plain, 2006)
- Habib Koité - Eric Bibb: Brothers in Bamako (Stony Plain, 2012)
- Eric Bibb & Andrew Maxfield: Celebrating Wendell Berry in Music (2013)[6]
- Eric Bibb, Ale Möller & Knut Reiersrud: Blues Detour (2014)
- Eric Bibb & Jean-Jacques Milteau: Lead Belly's Gold (Dixiefrog, 2015)
- Eric Bibb & North Country Far with Danny Thompson: The Happiest Man In The World (Dixiefrog, 2016)
- Eric Bibb, Ale Möller, Knut Reiersrud, Aly Bain etc.: Jazz At The Berlin Philharmonic - Celtic Roots (ACT, 2016)

### Концертные альбомы
- Live at the Basement (2002)
- An Evening with Eric Bibb (2007)
- Live À FIP (a.k.a. Live at FIP) (Dixiefrog, 2009)
- Troubadour Live with Staffan Astner (Telarc, 2011)
- Live at The Scala Theatre (2024)

### DVD
- Up Close With Eric Bibb (2008)
- Live At The Basement (2010)
- The Guitar Artistry Of Eric Bibb (2011)